# Platycaulos major
Platycaulos major är en gräsväxtart som först beskrevs av Maxwell Tylden Masters, och fick sitt nu gällande namn av Hans Peter Linder. Platycaulos major ingår i släktet Platycaulos och familjen Restionaceae. Inga underarter finns listade i Catalogue of Life.